# Мірейлл Діттманн
Мірейлл Діттманн (англ. Mireille Dittmann; нар. 10 січня 1974) — колишня австралійська тенісистка.
Найвищу одиночну позицію світового рейтингу — 197 місце досягла 12 серпня 2002, парну — 187 місце — 21 липня 2003 року.
Здобула 2 одиночні та 5 парних титулів туру ITF.

## Фінали ITF
| турніри $25,000 |
| турніри $10,000 |

### Одиночний розряд: 10 (2–8)
| Результат | Ранг | Дата            | Турнір                        | Покриття | Суперниця                | Рахунок             |
| --------- | ---- | --------------- | ----------------------------- | -------- | ------------------------ | ------------------- |
| Поразка   | 1.   | 7 березня 1994  | ITF Мілдьюра, Австралія       | Трава    | Шеннон Пітерс            | 1–6, 2–6            |
| Перемога  | 1.   | 30 березня 1997 | ITF Воррнамбул, Австралія     | Трава    | Лорна Вудрофф            | 3–6, 7–6, 6–4       |
| Поразка   | 2.   | 10 серпня 1997  | ITF Катанія, Італія           | Ґрунт    | Антонелла Серра-Дзанетті | 6–2, 4–6, 4–6       |
| Поразка   | 3.   | 17 серпня 1998  | ITF Маскалі, Італія           | Ґрунт    | Андрея Ехрітт-Ванк       | 6–2, 3–6, 1–6       |
| Поразка   | 4.   | 13 червня 1999  | ITF Біль, Швейцарія           | Ґрунт    | Лаура Бао                | 5–7, 4–6            |
| Перемога  | 2.   | 6 лютого 2000   | ITF Веллінгтон, Нова Зеландія | Тверде   | Ліенн Бейкер             | 7–6(5), 1–6, 7–6(3) |
| Поразка   | 5.   | 12 березня 2000 | ITF Воррнамбул, Австралія     | Трава    | Морігамі Акіко           | 4–6, 7–5, 1–6       |
| Поразка   | 6.   | 28 жовтня 2001  | ITF Гоум-Гілл, Австралія      | Тверде   | Морігамі Акіко           | 6–0, 4–6, 1–6       |
| Поразка   | 7.   | 6 лютого 2005   | ITF Веллінгтон, Нова Зеландія | Тверде   | Ліенн Бейкер             | 6–2, 1–6, 1–6       |
| Поразка   | 8.   | 13 лютого 2005  | ITF Бленім, Нова Зеландія     | Тверде   | Chang Kyung-mi           | 7–5, 3–6, 6–7(2)    |

### Парний розряд: 11 (5–6)
| Результат | Ранг | Дата            | Турнір                        | Покриття | Партнерка         | Суперниці                             | Рахунок          |
| --------- | ---- | --------------- | ----------------------------- | -------- | ----------------- | ------------------------------------- | ---------------- |
| Перемога  | 1.   | 22 серпня 1993  | ITF Коксейде, Бельгія         | Ґрунт    | Наталі Діттманн   | Їтка Дубцова Івана Гаврлікова         | 7–5, 2–6, 6–3    |
| Перемога  | 2.   | 18 серпня 1996  | ITF Коксейде, Бельгія         | Ґрунт    | Наталі Діттманн   | Крістіна де Субіхана Роса Марія Перес | 6–4, 6–1         |
| Поразка   | 1.   | 17 серпня 1998  | ITF Каррабба, Італія          | Ґрунт    | Наталі Діттманн   | Катерина Сисоєва Такасе Аямі          | 2–6, 0–6         |
| Перемога  | 3.   | 13 червня 1999  | ITF Біль, Швейцарія           | Ґрунт    | Наталі Діттманн   | Деббі Гак Андреа ван ден Гурк         | 7–5, 1–6, 6–1    |
| Поразка   | 2.   | 15 серпня 1999  | Open Saint Gaudens, Франція   | Ґрунт    | Нікола Пейн       | Х'яна Гутьєррес Сабріна Валенті       | 3–6, 2–6         |
| Перемога  | 4.   | 6 лютого 2000   | ITF Веллінгтон, Нова Зеландія | Тверде   | Крістен ван Елден | Дженні Белобрайдіч Тонґ Ка-по         | 7–6(6), 6–4      |
| Перемога  | 5.   | 2 березня 2003  | ITF Бендіго, Австралія        | Тверде   | Сінді Вотсон      | Ніколь Сьюелл Андреа ван ден Гурк     | 7–6(2), 3–6, 6–4 |
| Поразка   | 3.   | 7 липня 2003    | ITF Торунь, Польща            | Ґрунт    | Гелена Еєсон      | Зузана Гейдова Олена Антипіна         | 3–6, 3–6         |
| Поразка   | 4.   | 28 березня 2004 | ITF Ярравонґа, Австралія      | Трава    | Крістен ван Елден | Емілі Г'юсон Ніколь Кріз              | 3–6, 2–6         |
| Поразка   | 5.   | 22 червня 2004  | ITF Бостад, Швеція            | Ґрунт    | Ганна Ноні        | Зузана Гейдова Ванесса Генке          | 6–2, 2–6, 3–6    |
| Поразка   | 6.   | 24 вересня 2004 | ITF Канберра, Австралія       | Ґрунт    | Сінді Вотсон      | Даніелла Джефлі Еві Домінікович       | 3–6, 1–6         |